# 上杉富之
上杉 富之（うえすぎ とみゆき、1956年 - ）は、日本の社会学者。成城大学文芸学部文化史学科・大学院文学研究科教授。国立民族学博物館助教授を経て、現職。

## 略歴
- 修道高等学校（広島県）卒
- 信州大学理学部生物学科卒（理学士・生物学専攻）
- 東京都立大学大学院社会科学研究科博士課程（社会人類学専攻）修了。（博士[社会人類学］）
- 1993年-1998年 国立民族学博物館第二研究部 助手
- 1997年-1998年 ロンドン大学東洋アフリカ研究学院 (SOAS) 客員研究員
- 1998年-2000年 国立民族学博物館民族社会研究部 助教授
- 2000年-2004年 成城大学文芸学部・大学院文学研究科 助教授
- 2004年- 成城大学文芸学部・大学院文学研究科 教授
- 2004年-2005年 カリフォルニア大学ロサンゼルス校（UCLA）客員研究員

## 著書
- 上杉富之（著）『贈与交換の民族誌－ボルネオ・ムルット社会の親族と祭宴関係のネットワーク－』（国立民族学博物館11999年）

## 編著書
- Shamsul A.B., Tomiyuki Uesugi (eds), "Japanese Anthropologists and Malaysian Society : Contributions to Malaysian Ethnography," Osaka, Japan: National Museum of Ethnology, 1998.
- 上杉富之（編著）『現代生殖医療－社会科学からのアプローチ－』（世界思想社,2005年）

## 訳書
- ジョージ・チョーンシー（著）、上杉富之・村上隆則（訳）『同性婚－ゲイの権利をめぐるアメリカ現代史－』（明石書店,2006年）